# Maisonnisses
Maisonnisses é uma comuna francesa na região administrativa da Nova Aquitânia, no departamento de Creuse. Estende-se por uma área de 11,12 km². Em 2010 a comuna tinha 189 habitantes (densidade: 17 hab./km²).